# Troutbeck (Eden)
Troutbeck – osada w Anglii, w Kumbrii, w dystrykcie (unitary authority) Westmorland and Furness. Leży 30 km na południe od miasta Carlisle i 394 km na północny zachód od Londynu.